# 'A'isha del Marocco
'A'isha del Marocco (in arabo للا عائشة; Rabat, 17 giugno 1930 – Rabat, 4 settembre 2011) è stata una principessa e ambasciatrice marocchina.

## Biografia
Era la figlia del re Muhammad V del Marocco, e della sua seconda moglie, Lalla ʿAbla bint Ṭāhar. Per volere del padre, insieme ai suoi fratelli, ʿĀʾisha (il cui nome francesizzato è Aicha) ricevette un'educazione all'occidentale, studiando storia alla Sorbona.
Nell'aprile 1947, accompagnò il padre e il fratello a Tangeri. Mentre suo padre tenne un discorso in cui chiese l'unificazione del Marocco, Lalla ʿĀʾisha rappresentava una moderna immagine delle donne. Un'immagine "permissiva" che innescò anche uno scandalo tra i marocchini più conservatori.
Nel 1953 suo padre venne esiliato e la famiglia andò a vivere in Corsica. Nel 1955 ritornò e fu nominato re del Marocco, da poco indipendente. Lalla ʿĀʾisha tornò con lui e assunse una posizione di rilievo nel movimento per i diritti delle donne. Nel novembre 1957 il "Times" la descrisse come simbolo del femminismo islamico.
Fu la prima presidentessa dell'Entraide Nationale, della Croce Rossa e Mezzaluna Rossa Internazionale (1950-1969) e presidentessa onoraria dell'Unione Nazionale delle Donne Marocchine (1969-2011).

## Matrimoni

### Primo matrimonio
Sposò, il 16 agosto 1961, Moulay Ḥasan al-Yaʿqūbī (1934). Ebbero due figlie:
- Lalla Zubayda al-Yaʿqūbī.
- Lalla Nafisa al-Yaʿqūbī.

La coppia divorziò nel 1972.

### Secondo matrimonio
Sposò in seconde nozze Moulay Ḥasan b. al-Mahdī (1912-1984), come la sua terza moglie. Non ebbero figli e suo marito morì nel 1984.

## Carriera diplomatica
Dopo l'ascesa del fratello, il 3 marzo 1961, Lalla ʿĀʾisha divenne ambasciatrice in Gran Bretagna (1965-1969), in Grecia (1969-1970) e in Italia (1970-1973). Scegliere come ambasciatore una donna per un paese islamico era insolito.

## Morte
Dopo aver terminato la sua carica come ambasciatrice si ritirò a vita privata. Era un'appassionata giocatrice di golf.
Morì il 4 settembre 2011 a Rabat.